# Jane Friedmann
Jane Friedmann [uttal je:n], även Jane Friedmann Eriksson, född 11 augusti 1931 i Stockholm, är en svensk skådespelare.
Friedmann, som tillbringade många av sina uppväxtår i Göteborg, har varit engagerad bland annat vid Dramaten, Göteborgs Stadsteater, och Stockholms Stadsteater, och har medverkat i över hundra föreställningar på Radioteatern, bland annat i regi av Ingmar Bergman. Hon har också medverkat i ett flertal filmer och TV-produktioner.

## Biografi

### Tidiga år
Jane Friedmann tillbringande större delen av uppväxtåren i Göteborg då föräldrarna Wanda Rothgardt och Semmy Friedmann under flera år var anställda som skådespelare på Göteborgs stadsteater. Morföräldrarna Pietro Rothgardt och Edla Hamberg var också skådespelare respektive operettsångare. Jane Friedmann läste litteraturhistoria på Göteborgs högskola och var samtidigt också med i uppsättningar på Studentteatern.
Hon gjorde sommaren 1951 rollen som Klärchen i Benatzkys operett Vita Hästen på Skansenteatern, medan hon förberedde sig för proven till Dramatens elevskola.

### Dramatens elevskola och debut på Dramaten
Friedmann blev antagen vid elevskolan i samma årskull som Meg Westergren, Emy Storm, Gunvor Pontén, Björn Bjelfvenstam och Per Sjöstrand.
Hon debuterade på Dramaten i november 1952 med ett inhopp för Ulla Sjöblom som Clara i Shaws Pygmalion. Hennes hyllade porträtt av Vera i Turgenjevs En månad på landet (1953) kan betraktas som ett sceniskt genombrott. Friedmann gjorde säsongen därpå Maria Jefimovna i Alf Sjöbergs uppsättning Stackars Don Juan av Anton Tjechov.
Efter elevskolan anställdes hon hösten 1954 i Dramatens ensemble och gjorde Amparo i Lorcas Mariana Pineda med Gunn Wållgren i titelrollen, Norah i Synges Ritten till havet och Amalia i Advent av Strindberg, båda med Tora Teje.
Hon filmdebuterade 1952 i Janne Vängman i farten med Adolf Jahr och Julia Cæsar och gjorde därefter ett par betydande filmroller: som Ester i Alf Sjöbergs Vildfåglar och Kerstin i Kenne Fants Så tuktas kärleken, båda 1955. Men därefter kom anbuden om filmroller ytterst sparsamt och hon gjorde under sin fem decennier långa skådespelargärning bara drygt dussinet filmer och oftast i mindre biroller.
Radioteatern fick däremot tidigt en framträdande plats i hennes liv och karriär och efter debuten 1952 som Jeanette i Oskar Wessels pjäs Tystnaden kring Jeanette medverkade hon fram till och med det första decenniet på tjugohundratalet i långt över hundra föreställningar. 

### Åren på Göteborgs stadsteater
Hon var 1956–1963 knuten till Göteborgs stadsteater som under de här åren leddes av skådespelerskan Karin Kavli. Friedmanns första roll på göteborgsscenen var som Anne Frank i Albert Hacketts skådespel Anne Franks dagbok i regi av Åke Falck och hennes rollprestation berömdes över lag av kritikerkåren. 
Friedmann gjorde 1959 rollen som Olivia i Shakespeares Trettondagsafton i gästregi av Alf Sjöberg och med Olof Bergström, Gun Arvidsson, Georg Årlin, Per Oscarsson, Thommy Berggren, Kent Andersson, Ulla Sjöblom och Jan-Olof Strandberg i rollistan.
Andra viktiga roller på stadsteatern var Beatie Bryant i Arnold Weskers Rötter, Heléne de Trevillac i komedin Äventyret med Per Aabel och Maria Schildknecht, Julia i Shakespeares Romeo och Julia, pigan Adèle i Jean Anouilhs Grottan och Eleonora i Strindbergs Påsk, som hon själv hållit fram som något av en favoritroll.
1958 debuterade hon på TV-teatern i en direktsänd föreställning av Runar Schildts Galgmannen mot Kolbjörn Knudsen.

### Återkomsten till Dramaten
Jane Friedmann återvände till Stockholm efter vårsäsongen 1963 och meddelade att hon slutade i yrket för att enbart vara mamma. Men Ingmar Bergman som då var chef för Dramaten lockade henne tillbaka till scenen och i juni 1964 i Bergmans iscensättning av Harry Martinsons pjäs Tre knivar från Wei, med Inga Tidblad och Marianne Aminoff i de två andra huvudrollerna. Samarbetet med Bergman fortsatte samma höst med Fru Elvsted i Ibsens Hedda Gabler, med Gertrud Fridh i titelrollen. Hon gjorde också Uranie i Bergmans uppsättning av Molières kortpjäs Kritiken över Hustruskolan, 1967.
Hösten 1965 spelade hon och Sven-Bertil Taube det älskande paret Camilla och Perdican medan Holger Löwenadler gjorde Baronen i Alfred de Mussets komedi Lek ej med kärleken. 
Friedmanns sista uppgift på Dramaten var i Mimi Pollaks uppsättning Leva loppan av Georges Feydeau, där hon fick visa att hon även kunde spela fars, med några av de främsta i den genren Catrin Westerlund, Jan-Olof Strandberg och Sigge Fürst. 

### Stockholms stadsteater
1968 gick Jane Friedmann över till Stockholms stadsteater där hon i lite drygt två decennier bjöd publiken på en rad minnesvärda rolltolkningar. Hennes första uppgift på teatern var som Lady Would-be i Volpone av Ben Jonson, i regi av Göran O. Eriksson. 1970 medverkade hon i urpremiären av Arnold Weskers pjäs Vännerna, med författaren själv som gästande regissör och året efter gjorde hon den frireligiösa Birgit i Kent Anderssons pjäs Tillståndet.
Hon kreerade rollen som Annie Palewska i Erikssons pjäs Pariserliv upplevde hon sin karriärs största publikframgång. Uppsättningen som hade premiär i oktober 1975 samlade några av stadsteaterns främsta skådespelare, däribland Frej Lindqvist, Olof Bergström, Chatarina Larsson, Per Myrberg och Meta Velander. Pjäsen gavs också på TV-teatern i december 1983 i en direktsänd föreställning, där Friedmann och Lindqvist repriserade sina roller med en annars helt ny ensemble.
Friedmann spelade hon Fru Bergmann i Frank Wedekinds Längtan med Lena Söderblom som Wanda. Därefter följde Fru Linde i Ibsens Ett dockhem, Solange i Jean Genets Jungfruleken, Värdshusvärdinnan i Milan Kunderas Jacques och hans husbonde och säsongen 1985-1986 Faster i Federico García Lorcas Fröken Rosita med Agneta Ekmanner och Marianne Stjernqvist.  
Som Lettice i Peter Shaffers humoristiska pjäs Falstaffs döttrar (1988) gjorde hon karriärens ordrikaste roll och hennes sista uppgift som fast anställd på Stockholms stadsteater var som Anna i Thermopyle med Sten Ljunggren (1990). 
Under 1980-talet återtog hon också samarbetet med Ingmar Bergman och de gjorde två uppsättningar på radioteatern tillsammans, varav den första var Erland Josephsons pjäs En hörsägen (1984). Bergman skrev och regisserade sedan Friedmann i En själslig angelägenhet som hade radiopremiär 1990.
Hon gjorde även en av originalrösterna i Andrej Tarkovskijs sista film Offret (1986).

### Frilans
Efter pensioneringen 1991 gästspelade hon på Uppsala Stadsteater i Lars Noréns Hebriana (1994) och i Almquists Drottningens juvelsmycke (1995). Hon gjorde arbetarhustrun Linda Loman i Arthur Millers i En handelsresandes död som Thorsten Flinck 1996 satte upp på Teater Plaza.  
Efter gästroller i ett par TV-serier på 1980-talet fick Jane Friedmann 1993 med Hjalmar Bergmans Chefen fru Ingeborg, som spelades av Mona Malm, utrymme att göra ett levande porträtt av den ruinerade Grevinnan de Lorche.
Strax före millennieskiftet inledde hon sitt samarbete med Kristina Lugn på Teater Brunnsgatan Fyra. Våren 1999 var det premiär på Lugns pjäs Titta, en älg! som även spelades in för Sveriges Television och sändes som TV-teater.
Jane Friedmann återkom 2004 till Dramaten i Stefan Larssons uppsättning av den ryska pjäsen Terrorism.
Efter 2007 då hon medverkade i Staffan Westerbergs pjäs Oväder, fritt efter Strindberg på Teater Brunnsgatan Fyra, har hon inte medverkat i någon teateruppsättning. Hon fortsatte dock sin skådespelargärning på teve, film och framförallt radio där hon 2011 medverkade i Martina Montelius dramatisering av Jane Eyre, av Charlotte Brontë.

### Familj
Jane Friedmann är dotter till skådespelarna Semmy Friedmann och Wanda Rothgardt, samt hade dottern Anna Friedmann (1960-1981). Hon var från 1982 gift med regissören och översättaren Göran O. Eriksson fram till hans död 1993.

## Filmografi i urval

### Filmer
- 1952 – Janne Vängman i farten
- 1954 – Simon syndaren
- 1955 – Vildfåglar
- 1955 – Så tuktas kärleken
- 1964 – Att älska
- 1978 – Restauranten
- 1979 – Stortjuven
- 1995 – Sommaren
- 1996 – Pinocchios äventyr
- 1999 – Sufflösen
- 2005 – Rubinbröllop
- 2008 – Näsblod i öknen

### TV-produktioner
- 1958 – Galgmannen  (TV-teatern)
- 1972 – Barnen i Höjden (TV-serie/Julkalender)
- 1978 – Herr och fru Papphammar (TV-nöje)
- 1981 – Drottning Kristina (TV-teatern)
- 1983 – Pariserliv (TV-teatern)
- 1988 – Stoft och skugga (TV-serie)
- 1991 – Fasadklättraren
- 1993 – Chefen fru Ingeborg
- 2000 – Titta en älg
- 2010 – Hotell Gyllene Knorren (TV-serie/Julkalender)

## Teater

### Roller (ej komplett)
| År   | Roll                           | Produktion                                                                     | Regi                | Teater                                |
| ---- | ------------------------------ | ------------------------------------------------------------------------------ | ------------------- | ------------------------------------- |
| 1951 | Klärchen                       | Vita Hästen Ralph Benatzky                                                     | Lars Egge           | Skansenteatern                        |
| 1952 | Clara (inhopp)                 | Pygmalion Georg Bernard Shaw                                                   | Alf Sjöberg         | Dramaten                              |
| 1953 | Vera                           | En månad på landet Ivan Turgenjev                                              | Mimi Pollak         | Dramaten                              |
| 1954 | Marja Jefimovna Grekova        | Stackars Don Juan (Platonov) Anton Tjechov                                     | Alf Sjöberg         | Dramaten                              |
| 1954 | Amparo                         | Mariana Pineda Federico Garcia Lorca                                           | Mimi Pollak         | Dramaten                              |
| 1955 | Sångerskan, Kristin, Fula Edit | Ett drömspel August Strindberg                                                 | Olof Molander       | Dramaten                              |
| 1956 | Anne Frank                     | Anne Franks dagbok Frances Goodrich/Albert Hackett                             | Åke Falck           | Göteborgs stadsteater                 |
| 1957 | Heléne de Trevillac            | Äventyret Gaston-Armand de Caillavet & Robert de Flers                         | Helge Wahlgren      | Göteborgs stadsteater                 |
| 1958 | Eleonora                       | Påsk August Strindberg                                                         | Jan-Olof Strandberg | Göteborgs stadsteater                 |
| 1959 | Teresa                         | Gisslan Brendan Behan                                                          | Staffan Aspelin     | Göteborgs stadsteater                 |
| 1959 | Olivia                         | Trettondagsafton William Shakespeare                                           | Alf Sjöberg         | Göteborgs stadsteater                 |
| 1960 | Beatie Bryant                  | Rötter Arnold Wesker                                                           | Johan Falck         | Göteborgs stadsteater                 |
| 1962 | Adéle, piga                    | Grottan Jean Anouilh                                                           | Johan Falck         | Göteborgs stadsteater                 |
| 1963 |                                | Tuttenuttern Marcel Archard                                                    |                     | Göteborgs stadsteater                 |
| 1964 | Thea Elvsted                   | Hedda Gabler Henrik Ibsen                                                      | Ingmar Bergman      | Dramaten                              |
| 1964 | Yü Tan                         | Tre knivar från Wei Harry Martinson                                            | Ingmar Bergman      | Dramaten                              |
| 1964 | Medverkande                    | Å vilket härligt krig Charles Chilton                                          | Jackie Söderman     | Dramaten                              |
| 1965 | Camille                        | Lek ej med kärleken Alfred de Musset                                           | Mimi Pollak         | Dramaten                              |
| 1966 | Elin Abel                      | Marodörer August Strindberg                                                    | Ulf Palme           | Dramaten                              |
| 1966 | Uranie                         | Kritiken över Hustruskolan Molière                                             | Ingmar Bergman      | Dramaten                              |
| 1968 | Lucienne                       | Leva loppan Georges Feydeau                                                    | Mimi Pollak         | Dramaten                              |
| 1968 | Lady Would-be                  | Volpone Ben Jonson                                                             | Göran O. Eriksson   | Stockholms stadsteater                |
| 1970 | Esther                         | Vännerna Arnold Wesker                                                         | Arnold Wesker       | Lilla teatern, Stockholms stadsteater |
| 1972 | Birgit                         | Tillståndet Kent Andersson och Bengt Bratt                                     | Fred Hjelm          | Stockholms stadsteater                |
| 1973 | Sophie                         | An der schönen blauen Donau (Geschichten aus dem Wiener Wald) Ödön von Horvath | Jan Håkanson        | Stockholms stadsteater                |
| 1974 | Myran                          | Jösses flickor, befrielsen är nära Suzanne Osten och Margareta Garpe           | Suzanne Osten       | Stockholms stadsteater                |
| 1975 | Annie Palewska                 | Pariserliv Göran O. Eriksson                                                   | Göran O. Eriksson   | Stockholms stadsteater                |
| 1976 | Fru Bergmann                   | Längtan (Frühlings Erwachen) Frank Wedekind                                    | Jonas Cornell       | Stockholms stadsteater                |
| 1977 | Hustrun                        | Moskvafeber Frej Lindqvist / P. C. Jersild                                     | Frej Lindqvist      | Stockholms stadsteater                |
| 1978 | Fru Linde                      | Ett dockhem Henrik Ibsen                                                       | Jan Håkansson       | Stockholms stadsteater                |
| 1979 | Solange                        | Jungfruleken Jean Genet                                                        | Jurek Sawka         | Stockholms stadsteater                |
| 1983 | Värdshusvärdinnan              | Jacques och hans husbonde Milan Kundera                                        | Göran O. Eriksson   | Stockholms stadsteater                |
| 1985 | Faster                         | Fröken Rosita Federico Garcia Lorca                                            | Jonas Cornell       | Stockholms stadsteater                |
| 1987 | Tereisias                      | Backanterna Euripides                                                          |                     | Teater 9                              |
| 1988 | Miss Lettice Douffet           | Falstaffs döttrar (Lettice and Lovage) Peter Shaffer                           | Johan Bergenstråhle | Stockholms stadsteater                |
| 1990 | Anna                           | Thermopyle H. C. Branner                                                       | Jan Maagaard        | Stockholms stadsteater                |
| 1994 | Ingrid                         | Hebriana Lars Norén                                                            | Christian Tomner    | Uppsala Stadsteater                   |
| 1994 |                                | Samma dag, samma ögonblick E. Wahlberg                                         | Erik Pöysti         | Riksteatern                           |
| 1995 |                                | Drottningens juvelsmycke Carl Jonas Love Almquist                              |                     | Uppsala Stadsteater                   |
| 1996 | Linda Loman                    | En handelsresandes död Arthur Miller                                           | Thorsten Flinck     | Grupp 98, Teater Plaza                |
| 1999 | Karlsson, dansant lärarinna    | Titta en älg! Kristina Lugn                                                    | Kristina Lugn       | Teater Brunnsgatan 4                  |
| 2000 | Edla                           | Eskil Johanssons flyttfirma Kristina Lugn                                      | Kristina Lugn       | Teater Brunnsgatan 4                  |
| 2004 | Första kvinnan Andra kvinnan   | Terrorism Bröderna Presnjakov                                                  | Stefan Larsson      | Dramaten                              |
| 2007 |                                | Oväder på Brunnsgatan 4 Staffan Westerberg                                     | Staffan Westerberg  | Teater Brunnsgatan 4                  |

## Radioteater

### Roller (ej komplett)
| År   | Roll                      | Produktion                              | Regi           |
| ---- | ------------------------- | --------------------------------------- | -------------- |
| 1952 | Jeanette                  | Tystnaden kring Jeanette                |                |
| 1955 | Mary Meng, skådespelerska | Patrasket Hjalmar Bergman               | Hans Dahlin    |
| 1984 | Isa                       | En hörsägen Erland Josephson            | Ingmar Bergman |
| 1990 | Kvinnan                   | En själslig angelägenhet Ingmar Bergman | Ingmar Bergman |